# Chorizanthe procumbens
Chorizanthe procumbens är en slideväxtart som beskrevs av Thomas Nuttall. Chorizanthe procumbens ingår i släktet Chorizanthe och familjen slideväxter. Inga underarter finns listade i Catalogue of Life.